# 刘正惠
刘正惠（1927年—），男，河北石家庄人，中国工程设计专家，曾任航空工业部第四规划设计研究院副院长，航空工业部计划局副局长、建设司司长、研究员级高级工程师。